# 赫尼洛普亚特卡河
赫尼洛普亞特卡河（烏克蘭語：Гнилоп'ятка），是烏克蘭的河流，位於該國北部日托米爾州，屬於赫尼洛普亚季河的支流，河道全長27公里，流域面積175平方公里，發源自賴霍羅多克。